# Šalvěj Jurisicova
Šalvěj Jurisicova (Salvia jurisicii) je vytrvalá rostlina z rodu šalvěj, v rámci něhož se vyznačuje několika unikátními morfologickými rysy. Je endemitem ve střední Makedonii, kde spolu s dalšími vzácnými druhy je klíčovou součástí ekotypu „makedonské stepi“. Především kvůli zemědělské činnosti je tento druh považován za kriticky ohrožený ve svém původním prostředí.

## Popis
Šalvěj Jurisicova je malá kompaktní vytrvalá bylina, asi 30 cm vysoká a široká. Na rozdíl od převážné většiny ostatních šalvějí má zpeřeně dělené listy, které mají čárkovité úkrojky. Drobné květy jsou stejně jako zbytek rostliny hustě pokryté chlupy a rostou v těsně nahuštěných lichopřeslenech skládajících koncová hroznovitá květenství, přičemž jsou otočené vzhůru nohama (resupinátní). Barva květu se pohybuje od bílé po fialovou.

## Místo výskytu
Salvia jurisicii byla poprvé popsána Nedeljko Košaninem v roce 1923 z oblasti Ovče Pole ve střední Makedonii. Různé klimatické, geologické a antropogenní faktory zde přispěly k rozvoji charakteristické pseudostepní vegetace s halofytními prvky – takzvané „makedonské stepi“. Šalvěj Jurisicova je jedním z osmi místních endemitů: dalšími jsou například tulipán Tulipa mariannae nebo vičence a kozince z čeledi bobovitých. Společně s vrchem Orlovo Brdo v přilehlé obci Negotino v Makedonii tvoří Ovče Pole celkovou distribuční oblast pro Salvia jurisicii – méně než 300 km2. Až 70 % populace se přitom nachází mezi obcemi Sveti Nikole a Shtip. V oblasti Ovče Pole byly popsány populace Salvia jurisicii v blízkosti vesnic Mustafino, Vrsakovo, Sudikj a Delisinci.

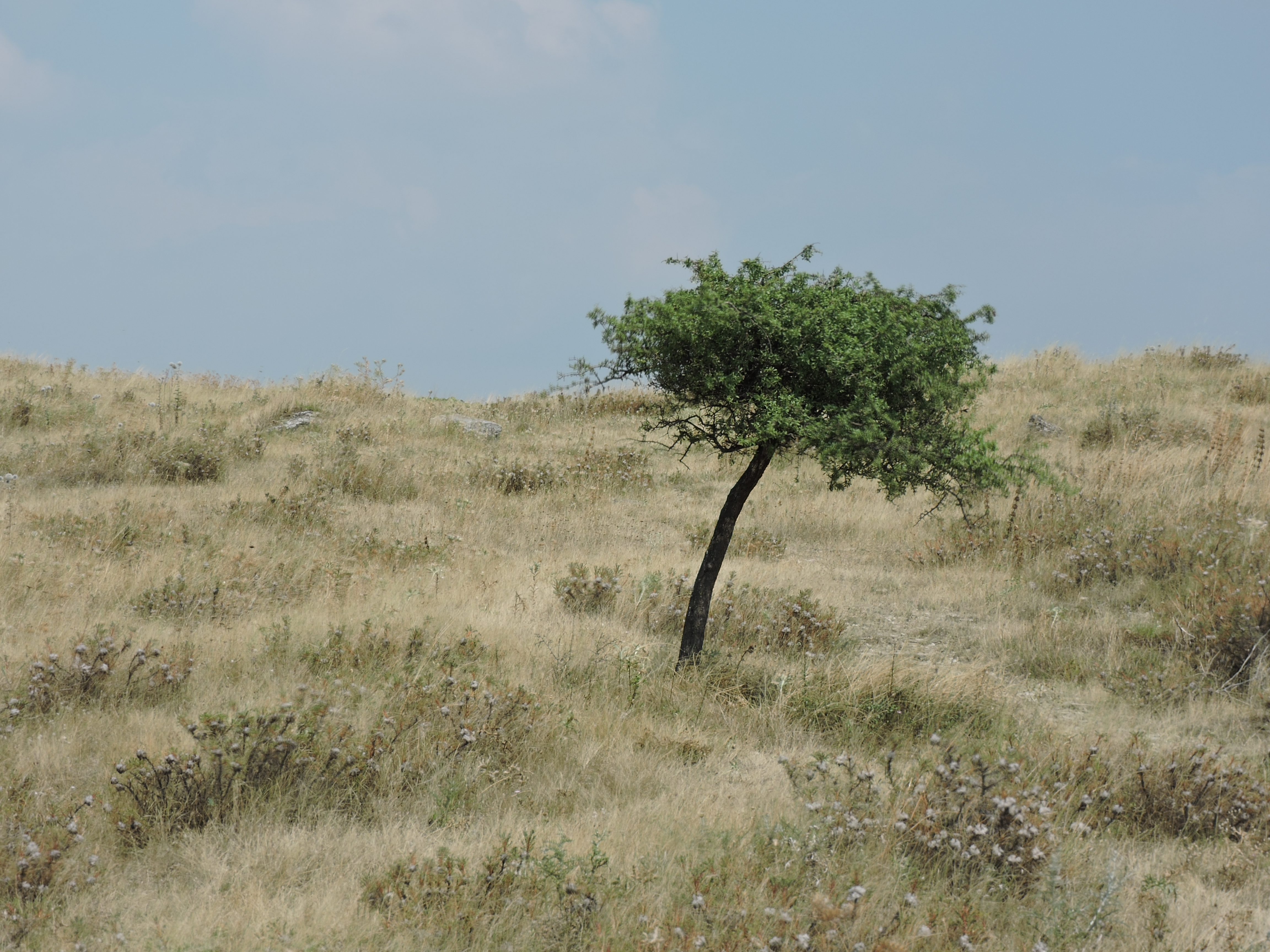
Makedonská step
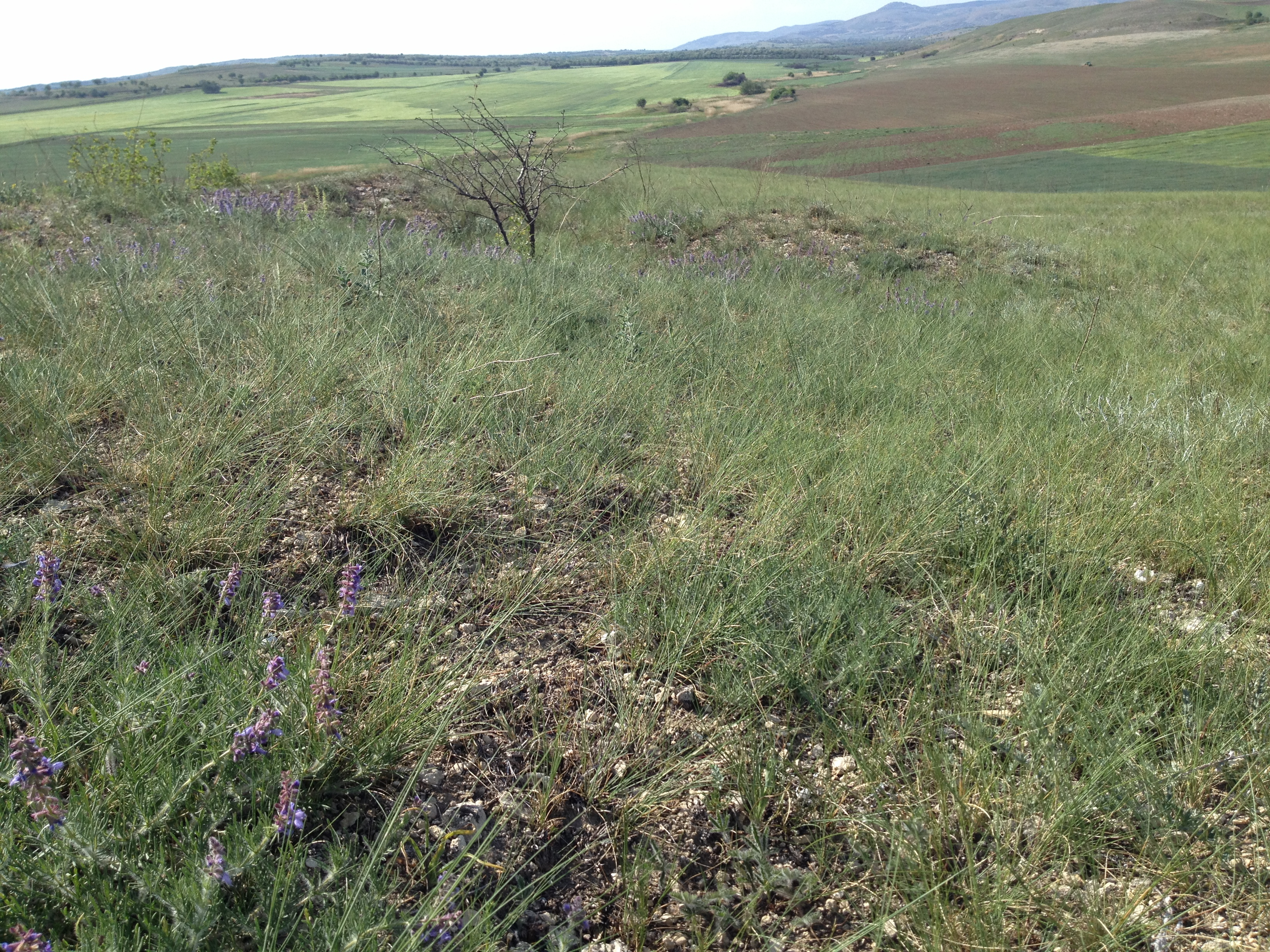
Lokalita šalvěje Jurisicovy, Ovče Pole
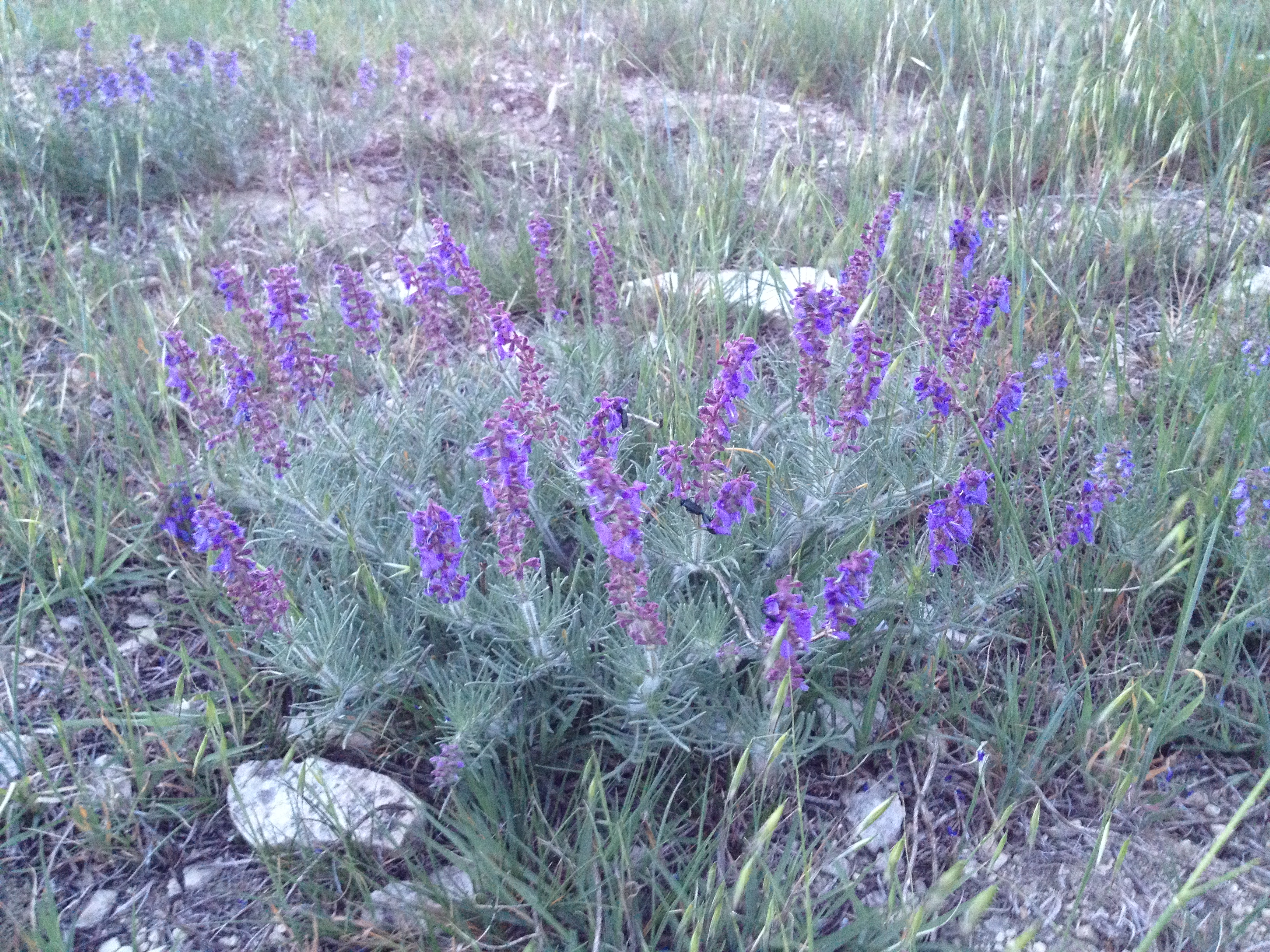
Kvetoucí jedinec

## Ohrožení a ochrana

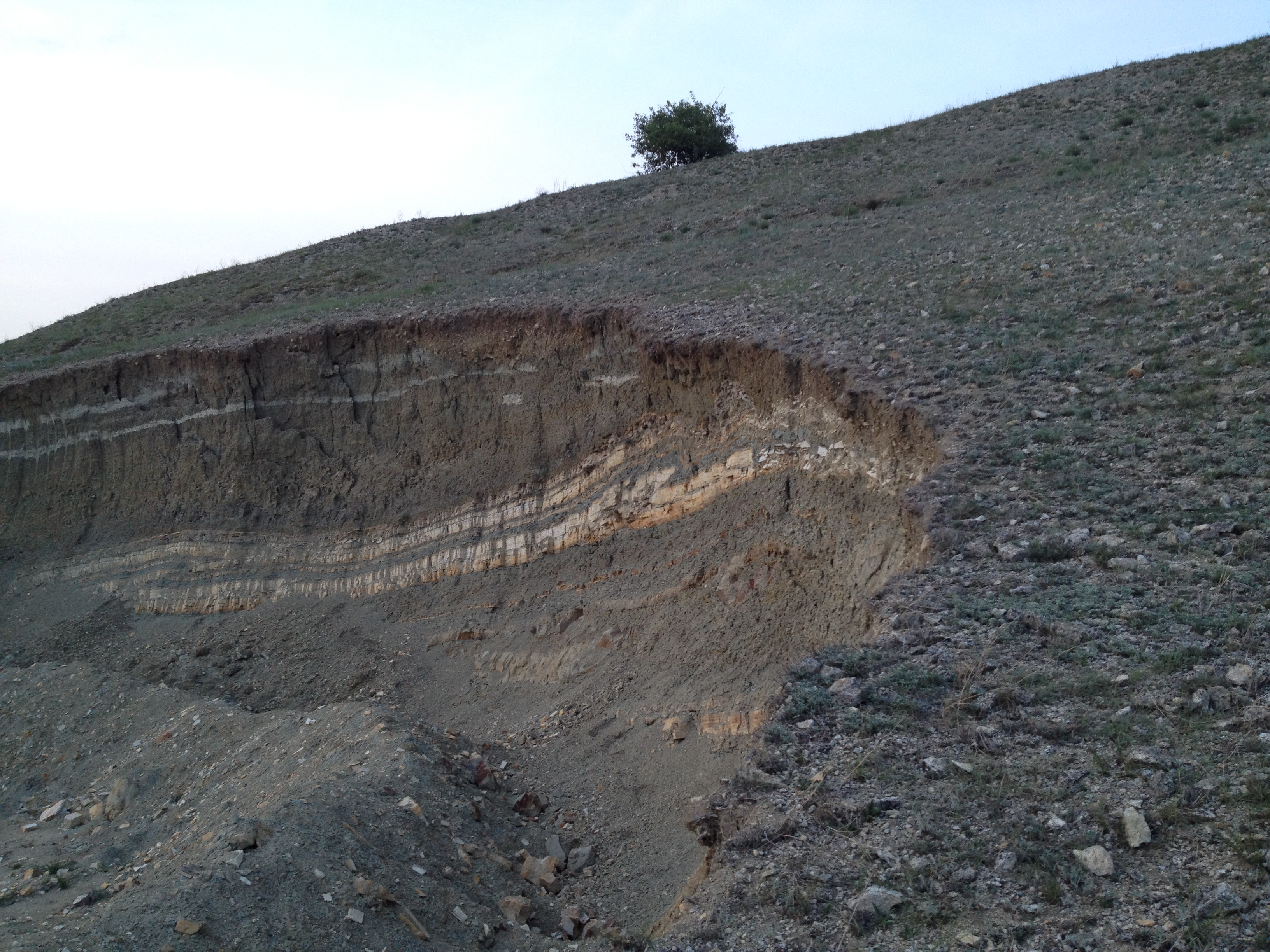
Destrukce prostředí vede k ohrožení celého biotopu

Stavba zavlažovacího kanálu v 70. letech přispěla k postupnému rozšiřování zemědělské půdy v tomto regionu. Pseudostepní vegetace, která dříve pokrývala většinu Ovčího pole, nyní zabírá jen malou část na neobdělávaných plochách – „ostrovech“, roztroušených po tomto území. Salvia jurisicii se objevuje pouze na několika takových málo narušených „ostrovech“. Okolní zemědělská činnost brání přirozené migraci tohoto druhu a vytváří geograficky izolované populace. Tam, kde jsou neobdělávané oblasti potenciálně orné, jsou tyto populace zvláště ohroženy dalším uzurpováním zemědělské půdy.
Další významná hrozba pro tento druh pramení z rozvojových projektů (silnice, elektrické vedení, větrné mlýny, skládky atd.) realizovaných přes Ovče Pole. Mezi další hrozby patří nelegální sběr rostlin, zalesňování a požáry. Tyto různé hrozby jsou obzvláště výrazné v oblasti Ovče Pole, kde Salvia jurisicii v současné době nepožívá žádnou formální ochranu.
Práce Waltera a Gilleta z roku 1998 klasifikuje tento druh jako vzácný („R“) na Červeném seznamu druhů IUCN vzhledem k jeho velmi omezené distribuci. Salvia jurisicii však dosud není vyhodnocena v souladu se současnými kritérii IUCN. Podle příslušných národních seznamů je však použitelná kategorie pro tento druh "kriticky ohrožený" („CR“).
Částečně v souvislosti s touto šalvějí bylo několik lokalit v přilehlém regionu buď prohlášeno za chráněné, nebo se pro ně uvažuje o nějaké formě ochrany.  Ovče Pole je také navrženo na lokalitu soustavy Natura 2000.

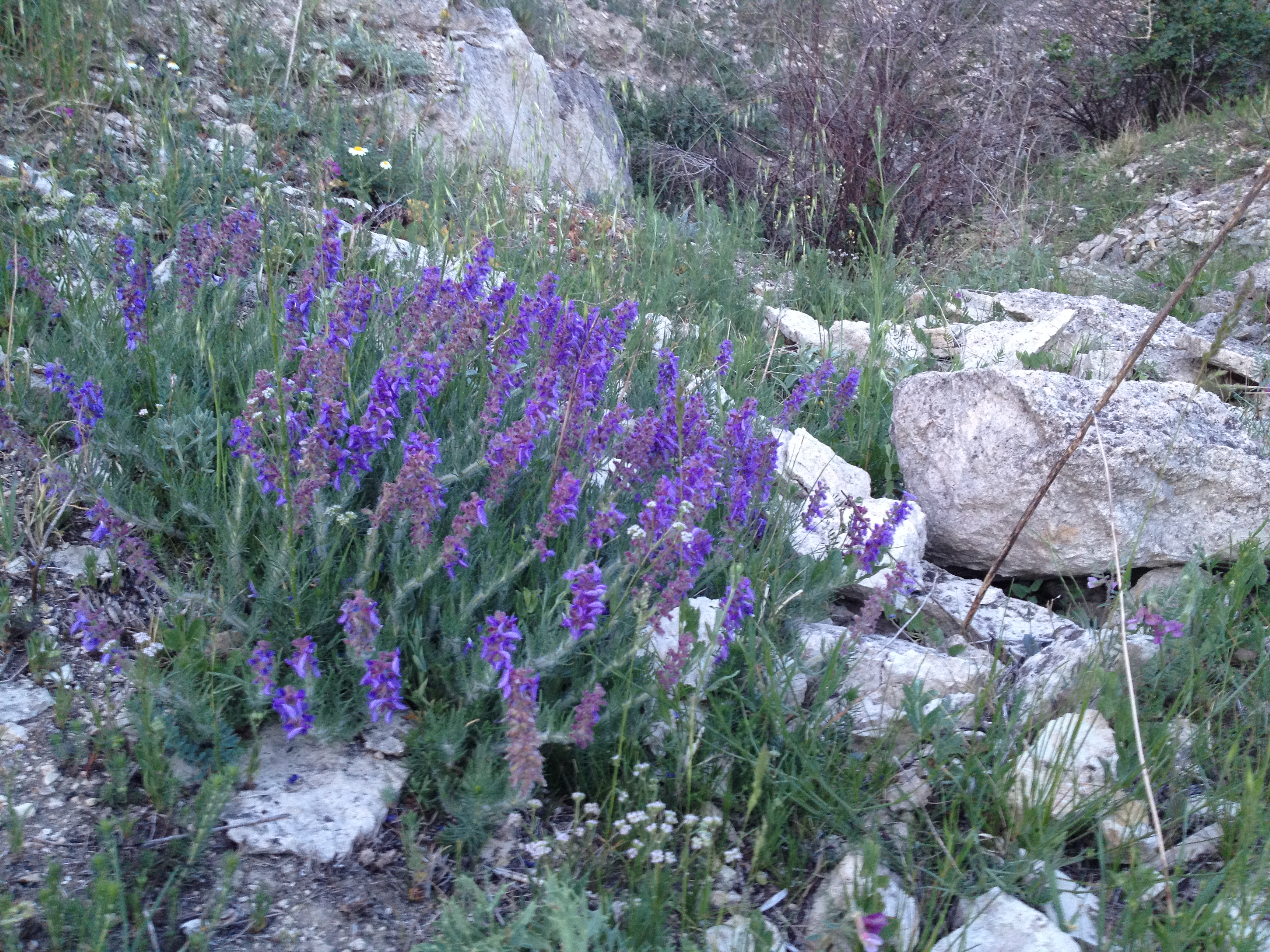
Šalvěj Jurisicova je vhodnou rostlinou na skalky

## Využití
Fytochemické vlastnosti šalvěje Jurisicovy jsou považovány za srovnatelné s vlastnostmi šalvěje lékařské (Salvia officinalis). Fytochemická analýza nadzemních částí Salvia jurisicii ukazuje, že rostlinu, zejména listy, lze považovat za potenciální zdroj přírodních antioxidantů a ukazuje též možnou hodnotou pro kosmetický průmysl a medicínu. Dosud však pro tyto účely nebyla komerčně pěstována ani sklízena.
Salvia jurisicii má také okrasnou hodnotu. Patří mezi rostliny vhodné pro skalku. Je kompaktní, úhledná a odolná vůči suchu i zimnímu chladu. Kromě divokého typu s fialovými květy existuje i bíle kvetoucí odrůda zvaná 'Alba'. Jako zahradní rostlina není nijak zvlášť náročná, potřebuje však dobře propustnou půdu a plné sluneční světlo. Může být pěstována ze semen nebo z řízků.